# Weichseldurchstich
Durch den Weichseldurchstich (polnisch Przekop Wisły) wurde im Jahr 1895 eine neue Mündung der Weichsel in die Danziger Bucht geschaffen. Die Stromweichsel stellt seit Ende 1973 die östliche Grenze der Stadt Danzig in Polen dar.

## Geographie
Am Danziger Haupt (Gdańska Głowa) teilte sich der Hauptstrom der Weichsel in den westlichen Arm der Danziger Weichsel, die nach Danzig führte, und in die Elbinger Weichsel (Wisła Elbląska, heute Szkarpawa), die im Osten in das Frische Haff mündet. Einer ihrer Arme ist die Königsberger Weichsel (Wisła Królewiecka). Im Februar 1840 durchbrach der Danziger Arm des Flusses im Dorf Neufähr die Danziger Nehrung. Durch den Weichseldurchbruch (Wisła Śmiała, übersetzt Kühne Weichsel) entstand der zweigeteilte Ort Westlich und Östlich Neufähr (Górki Zachodnie und Górki Wschodnie).
Durch Durchbruch und Durchstich entstand die Wyspa Sobieszewska (übertragen Bohnsacker Insel; früher Nehrung und Außennehrung bzw. Neue Binnennehrung).

## Geschichte
Die Bewohner der Landgewinnungsgebiete im Weichsel-Nogat-Delta waren häufig von Hochwassern bedroht, die in den Frühjahrsmonaten durch Eisstau verursacht wurden. Beim Durchbruch im Februar 1840 wurden acht Bauernhöfe mitgerissen, Menschen kamen aber nicht ums Leben. Im April 1886 zerstörte ein Hochwasser die Schleuse bei Plehnendorf (Płonia).
Am 31. März 1895 wurde zwischen Schiewenhorst (Świbno) und Nickelswalde (Mikoszewo) entlang des Damms der Alten Binnennehrung eine sieben Kilometer lange Grabung durch die Danziger Nehrung abgeschlossen. Etwa 1000 Arbeiter hatten seit 1891 das teils nur einen Meter breite Bett gegraben, das die Weichsel innerhalb weniger Stunden auf 300 Meter Breite erweiterte. Das neue Flussbett wurde als „Stromweichsel“ bezeichnet.
Parallel zu den Arbeiten am Durchstich wurde in den 1890er Jahren eine Schleusenanlage bei Einlage (Przegalina) errichtet, die 1895 fertiggestellt wurde. Die jeweiligen Schleusen waren für Schifffahrt und Flöße dimensioniert. Der zur Stadt Danzig führende Arm der Weichsel war so von den Mündungsarmen in den Durchstich und den Durchbruch von 1840 abgetrennt. Die Stadt und die Dörfer der Nehrung waren durch die Regulierung der Wasserstände vor Hochwassern geschützt. Der Danziger Arm wurde als „Tote Weichsel“ (Martwa Wisła) bekannt, die Krakauer Kämpe blieb als Ort der Holzverarbeitung erhalten.
Für die schmalspurige Westpreußische Kleinbahn (Żuławska Kolej Dojazdowa) wurde ein Trajektbetrieb mit einer Dampffähre zwischen Schiewenhorst und Nickelswalde eingerichtet. Die Eisenbahnfähre bestand bis 1956.